# Schloßberg 22 (Quedlinburg)

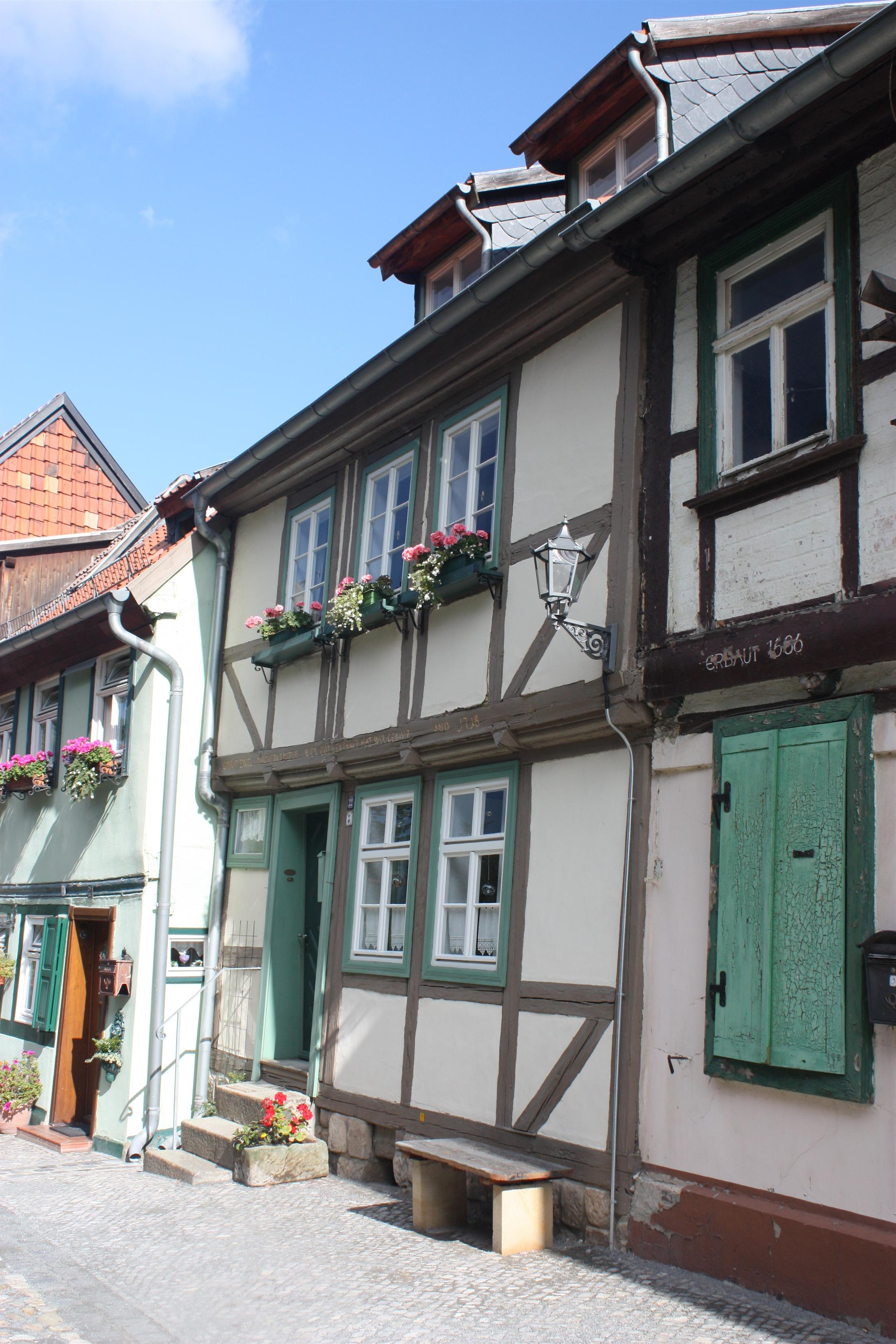
Haus Schloßberg 22

Das Haus Schloßberg 22  ist ein denkmalgeschütztes Gebäude in der Stadt Quedlinburg in Sachsen-Anhalt.

## Lage
Es befindet sich am Schlossberg, südlich der Quedlinburger Altstadt im Stadtteil Westendorf und gehört zum UNESCO-Weltkulturerbe. Unmittelbar westlich grenzt das gleichfalls denkmalgeschützte Haus Schloßberg 21, östlich das Haus Schloßberg 23 an. Im Quedlinburger Denkmalverzeichnis ist das Gebäude als Wohnhaus eingetragen.

## Architektur und Geschichte
Das kleine zweigeschossige Fachwerkhaus entstand nach einer am Gebäude befindlichen Inschrift im Jahr 1718. Die Front des Hauses tritt etwas hinter die Straßenflucht der westlich gelegenen Bebauung zurück. Auch die Geschosshöhen dieser Gebäude wird hier nicht mehr fortgeführt. Stattdessen orientierte man sich beim Bau am östlichen Nachbarhaus Schloßberg 23. Bemerkenswert ist das an der Stockschwelle bauzeitlich sehr späte Auftreten von Pyramidenbalkenköpfen.